# Jorge Palacios Treviño
Jorge Palacios Treviño (* 7. November 1931 in Burgos, Tamaulipas; † vor oder am 10. Februar 2021) war ein mexikanischer Botschafter.

## Leben
Er studierte Rechtswissenschaft an der Universidad Nacional Autónoma de México und wurde dort zum Doktor der Rechtswissenschaften promoviert. An der Universidad Iberoamericana erhielt er einen Master in Philosophie. An der Escuela de Derecho der Universidad Iberoamericana war er Professor für internationales öffentliches Recht.
Zeitweise leitete er die Abteilung internationalen Luftverkehr der mexikanischen Zivilluftfahrtbehörde.
1955 wurde er als Vizekonsul in den auswärtigen Dienst aufgenommen.
Er besuchte zahlreiche internationale Konferenzen, unter anderem zum See- und Weltraumrecht, zum humanitären Völkerrecht, zu Landwirtschaft und Ernährung.
Am 1. Januar 2007 wurde er von der Generalversammlung der Organisation Amerikanischer Staaten für vier Jahre zu einem Vorsitzenden gewählt.
| Vorgänger                   | Amt                                            | Nachfolger                  |
| --------------------------- | ---------------------------------------------- | --------------------------- |
| Armando Cantú Medina        | Mexikanischer Botschafter in Kairo 1984–1988   | Graciela de la Lama Gómez   |
| Fernando Elías Calles Sáenz | Mexikanischer Botschafter in Algier 1988–1991  | Alfredo Rogerio Pérez Bravo |
| Tirso Beltrán Torres        | Mexikanischer Botschafter in Jakarta 1994–1996 | Ismael Sergio Ley López     |